# Olfactors
Els olfators (Olfactores) són un clade d'animals que inclou els vertebrats i els tunicats, basat en estudis genètics com la seqüència d'ADN i altres elements genètics. La teoria tradicional considerava que els cefalocordats estaven més emparentats amb els vertebrats per certes similituds morfològiques i la seva aparença pisciforme.
El terme olfactors prové del llatí "olfactus" ("olfacte"), degut al desenvolupament de la faringe per a incloure funcions respiratòries, en contrast amb la manca d'aparell respiratori i d'òrgans sensorials especialitzats en els cefalocordats como la llanceta.

## Filogènia
El següent cladograma mostra les relacions filogenètiques entre els deuterostomats en base a la hipòtesi dels olfators:
|  | Echinodermata |
|  |               |
|  | Hemichordata  |
|  |               |

|            | Cephalochordata                                         |
|            |                                                         |
| Olfactores | \| \| Tunicata \| \| \| \| \| \| Vertebrata \| \| \| \| |
|            | \| \| Tunicata \| \| \| \| \| \| Vertebrata \| \| \| \| |
|            | Tunicata                                                |
|            |                                                         |
|            | Vertebrata                                              |
|            |                                                         |

|  | Tunicata   |
|  |            |
|  | Vertebrata |
|  |            |

|  | Echinodermata |
|  |               |
|  | Hemichordata  |
|  |               |

|            | Cephalochordata                                         |
|            |                                                         |
| Olfactores | \| \| Tunicata \| \| \| \| \| \| Vertebrata \| \| \| \| |
|            | \| \| Tunicata \| \| \| \| \| \| Vertebrata \| \| \| \| |
|            | Tunicata                                                |
|            |                                                         |
|            | Vertebrata                                              |
|            |                                                         |

|  | Tunicata   |
|  |            |
|  | Vertebrata |
|  |            |